# ابردین‌شیر
آبردین‌شایر (به انگلیسی: Aberdeenshire) یک سکونتگاه مسکونی در بریتانیا است که در اسکاتلند واقع شده‌است.